# Augusto Pestana (político)

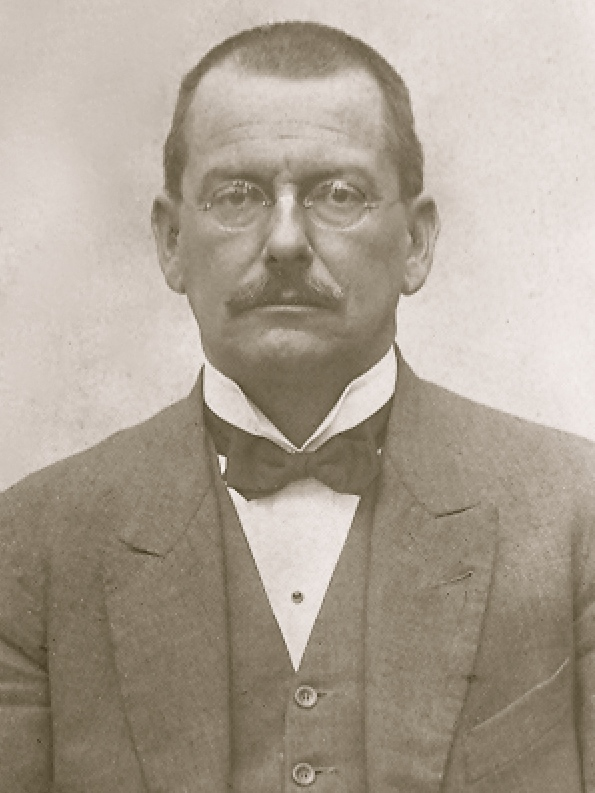
Augusto Pestana

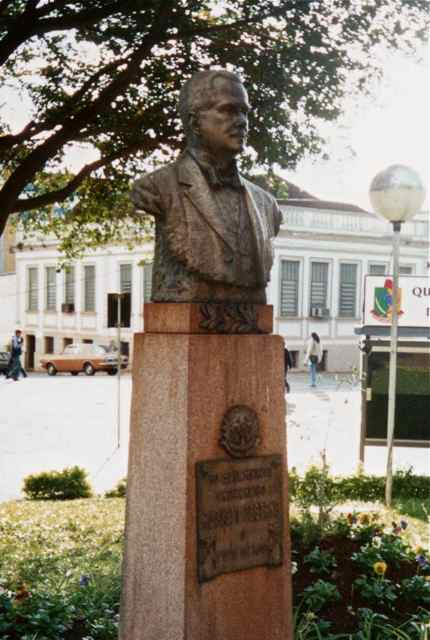
Monumento a Augusto Pestana, Plaza de la República, Ijuí.

Augusto Pestana (Río de Janeiro, 22 de mayo de 1868 - Río de Janeiro, 29 de mayo de 1934) fue un ingeniero y político brasileño.

## Primeros años
Nacido en Río de Janeiro a una familia de funcionarios públicos de origen portugués, Augusto Pestana estudió en la antigua Escuela Politécnica de Río de Janeiro recibiéndose de ingeniero civil en 1888. En su juventud, se unió al movimiento republicano y positivista de Brasil, que ayudó a derrocar a la monarquía brasileña en 1889.

## Actividad política en Río Grande del Sur
Después de mudarse a finales de los años 1880 a Río Grande del Sur, el estado más sureño de Brasil, Pestana se convirtió en especialista en ingeniería ferroviaria y administración pública, así como uno de los principales dirigentes del Partido Republicano Riograndense.
Fue director de la colonia de Ijuí, uno de los mejores ejemplos de integración racial y cultural en el sur de Brasil. Cuando Ijuí se convirtió en un municipio en el año 1912, Pestana fue su primer alcalde.
En 1915, 1918, 1928 y 1930 fue elegido diputado federal por Río Grande del Sur. Primer presidente de la Empresa Estadual de Ferrocarriles (Viação Férrea do Rio Grande do Sul), fundada en el año 1920, Pestana fue secretario de Estado de Transporte y Obras Públicas entre 1926 y 1928.

## Homenajes
La ciudad brasileña de Augusto Pestana, en Río Grande del Sur, lleva su nombre.